# 松賓火山
松賓火山是印度尼西亞的火山，位於蘇門答臘島中部，海拔高度2,507米，頂峰有數個火山口和一個長180米的火山湖，有兩次火山爆發的記錄，分別在1901年和1921年，火山西南面的山腳有溫泉。